# Boom of the Tingling Strings
Albums de Jon Lord
Durham Concerto
(2007) To Notice Such Things
(2010)
Boom of the Tingling Strings est un concerto pour piano en quatre mouvements écrit par Jon Lord. Sa première version est achevée en novembre 2002, peu de temps après que Lord a quitté Deep Purple. Certains passage font penser à Prokofiev, Bartók et Ravel.
En décembre 2006, Boom of the Tingling Strings et la seconde pièce Disquises sont enregistrés à Odense au Danemark, avec le pianiste argentin Nelson Goerner et l'orchestre symphonique d'Odense sous la direction de Paul Mann. En mars 2008, il sort sur CD chez EMI Classics.
Particularité notable, il s'agit du premier album solo de Jon Lord sur lequel il ne joue pas.

## Histoire

### Boom of the Tingling Strings
En 1998, Jon Lord commence l'écriture de la pièce Boom of the Tingling Strings après avoir lu le poème Piano de D.H. Lawence, comme il l'explique : « La représentation du poème d'un petit garçon assis sous le piano dans  " le boum des cordes qui picotent " - une phrase merveilleuse - avait une résonance extrêmement forte avec mes propres souvenirs de l'enfance, et, dans le premier mouvement, j'ai voulu décrire le même désir nostalgique d'un passé disparu, peut-être teinté de rose.

« Doucement, au crépuscule, une femme me chante. Me ramenant dans la vue des années, jusqu'à ce que je voie un enfant assis sous le piano, dans le boum des cordes qui picotent. Et pressant les petits pieds en équilibre d'une mère qui sourit en chantant »

— David Herbert Lawrence, Poème Piano
La première représentation mondiale de ce concerto a lieu à Brisbane en Australie en février 2003, avec le pianiste Michael Kieran Harvey et le Queensland Orchestra sous la direction de Paul Mann. La première représentation européenne est donnée lors du Festival musical du Printemps à Luxembourg le 31 mai suivant, avec les mêmes pianiste et chef d'orchestre, mais avec l'orchestre philharmonique de Luxembourg.
Jon Lord dédicace cette pièce à Paul Mann « avec beaucoup d'affection et de gratitude ».

### Disquises
La seconde composition de Lord Disguises est une suite en trois mouvements pouvant être interprétés séparément, Chaque mouvement est le portrait d'une personne qui a inspiré Jon Lord, et choisies aussi bien pour leurs similitudes que pour leurs différences :
- Dans le premier mouvement, M.a.s.q.u.e, Sir Malcolm Arnold, un compositeur célèbre qui a eu une influence déterminante sur sa vie musicale[5].
- Dans le deuxième mouvement, sa défunte mère Miriam (née Hudson) qui lui a laissé parmi de nombreux souvenirs, un petit thème à six notes qui apparait au cours de Music for Miriam[5] et qui est jouée au violon seul. Cette pièce apparaissait déjà, dans des arrangements différents sur les albums précédents de Jon Lord : Pictured Within (1998) et Beyond the Notes (2004).
- Dans le troisième mouvement, Il Buffone (G.C.), un vieil ami de Lord, (surnommé le « Clown » et identifié uniquement par ses initiales G.C.), qui lui apporte de temps à temps de la folie bégnine et de l'hilarité quand il en a besoin, et dont la jovialité cache une certaine nostalgie[5].

Après avoir composé Disguises, Jon Lord désire dédier le premier mouvement à Sir Malcolm Arnold qui a dirigé la première représentation de son Concerto pour groupe et orchestre, interprétée avec Deep Purple en 1969. Anthony Day, chauffeur et homme de compagnie d'Arnold exprime la satisfaction de ce dernier dans un email envoyé à Lord le 20 septembre 2006 : « Sir Malcolm est ravi que vous lui rendiez hommage de cette manière et vous souhaite plein succès avec la nouvelle pièce. Il a hâte de l'entendre. » Malheureusement Malcolm Arnold mourra trois jours plus tard, et son manager, FIona Southey, écrira à Lord : « Le concept de votre pièce… est particulièrement émouvant dans la mesure où MA était conscient de ce que vous aviez en tête et trop ravi de sanctionner votre demande de lui dédier tout le travail. Je sais qu'il était vraiment très content à cette pensée. »
La première représentation de Disquises est donnée au Festical de musique de Bergen, en Norvège, le 23 mai 2004 par les solistes de Trondheim dirigés par Paul Mann.

## Liste des pistes
- Boom of the Tingling Strings[2]
  1. Adagio assai (8.52)
  2. L'istesso tempo (6.22)
  3. Adagio (7.26)
  4. Allegro giusto (13.55)
- Disguises[5]
  1. M.a.s.q.u.e. Poco adagio - Allegro moderato e poco pesante (14.23)
  2. Music for Miriam. Adagio (10.17)
  3. Il Buffone (G.C.). Allegro vivace (10.58)

## Interprètes
- Odense Symfoniorkester dirigé par Paul Mann
- Nelson Goerner : piano sur Boom of the Tinglings Strings

## Production
- Enregistré du 11 au 15 décembre 2006, Carl Nielsen Hall, Odense, Danemark
- Producteur et monteur: Jorn Pedersen
- Ingénieur équilibre: Geoff Miles